# سید علی ادیانی راد
سید علی ادیانی راد (زادهٔ ۱۳۳۸ سوادکوه) سیاستمدار ایرانی است که نماینده دوره‌های هشتم و دهم مجلس شورای اسلامی از حوزه انتخابیه شهرستان قائمشهر، شهرستان سوادکوه، شهرستان جویبار شهرستان سیمرغ و شهرستان سوادکوه شمالی بوده‌است. او در دوره نمایندگی عضو کمیسیون انرژی مجلس هشتم و نایب‌رئیس کمیسیون انرژی مجلس دهم بود.

## مسئولیت‌ها
- رئیس آموزش و پرورش استان گلستان